# Fabula
Pour les articles homonymes, voir Fabula (homonymie).
 (janvier 2021).
Fabula est à la fois le nom d'une association loi de 1901 francophone et le nom de son site Web. Cette association est vouée à la diffusion d'articles et informations sur la recherche universitaire littéraire (théorie littéraire et histoire littéraire), sur les enjeux et les cadres de l'analyse littéraire. Son travail est destiné aux chercheurs, mais aussi aux enseignants et étudiants francophones ou s'intéressant à la littérature francophone.

## Fonctionnement
- Un comité scientifique décide des orientations générales de l'association[1].
- Chacun des volets du projet est piloté par un membre de l'équipe Fabula, assisté par des collaborateurs constituant un réseau pluri-disciplinaire. Les intervenants (tous bénévoles) et leurs fonctions sont indiqués sur la page Équipe.
- Fabula est soutenu par l'École normale supérieure, et des équipes de recherche de différentes universités qui abritent son serveur[2],[3].

## Histoire
Le site a été fondé par Alexandre Gefen en 1999, rejoint par René Audet et d'autres chercheurs ; il s'est ensuite transformé en une association loi de 1901 dont le siège est à l'École normale supérieure de Paris.

## Publications
Fabula est partenaire de OpenEdition Journals, fédération de revues en sciences humaines et sociales, et publie deux revues scientifiques en ligne, d'accès libre, soumises à des comités de lecture :
- Acta Fabula, consacrée à la présentation des parutions en théorie et critique littéraire[6],[7] ;
- Fabula-LhT, revue généraliste publiant deux numéros par an, dont les articles sont sélectionnés anonymement à la suite de la large diffusion d'un appel à contribution.

Un atelier de théorie littéraire complète le dispositif, visant le développement et l'expérimentation de nouvelles propositions méthodologiques.
Fabula accueille en outre des actes de colloques dans une section dédiée : les colloques en ligne.